# Elecciones regionales de Carabobo de 2017
Las elecciones regionales de Carabobo de 2017 se llevaron a cabo el domingo 15 de octubre para elegir al gobernador del Estado. El gobernador electo en 2012, Francisco Ameliach renunció a la gobernación en junio de 2017, siendo reemplazado por el secretario de gobierno Gustavo Pulido, quien no se presentó en las elecciones.
El oficialista Partido Socialista Unido de Venezuela postuló al exalcalde de Puerto Cabello, Rafael Lacava, como candidato a la gobernación. Por otra parte, la coalición de partidos opositores, la Mesa de la Unidad Democrática, eligió por consenso a Alejandro Feo La Cruz, alcalde de Naguanagua y dirigente del centroizquierdista Voluntad Popular, como su candidato. No se realizaron primarias para definir ninguna de las candidaturas.
Lacava resultó ganador en las elecciones contra todo pronóstico, capitalizando su triunfo especialmente en la zona sur de Valencia, donde se concentra una parte importante del electorado, y en otras zonas del oriente de Carabobo, como Guacara, Mariara o San Joaquín. Los votantes de Feo La Cruz provinieron del bastión histórico de la oposición, el norte de Valencia, especialmente la parroquia San José, de Valencia, el municipio San Diego y el municipio Naguanagua.

## Candidaturas

### Gran Polo Patriótico
El 12 de agosto de 2017, el exalcalde de Puerto Cabello, Rafael Lacava, es proclamado por el Partido Socialista Unido de Venezuela, como candidato a gobernador de Carabobo, siendo «Carabobo Te Quiero», su lema de campaña. Asimismo, contó con el apoyo de todos los candidatos a alcaldes por el PSUV en el municipio. El proceso de selección del candidato fue desconocido, y Lacava fue oficialmente anunciado como el nominado chavista vía Twitter.
El 9 de octubre Lacava se presentó al estudio al canal Globovisión montado en un burro para asistir a una entrevista que tenía pautada. Lacava se retiró porque el personal de seguridad no permitió la entrada del animal. Más tarde escribió en su cuenta de Twitter: «Llegamos a Globovisión con parte de nuestra nueva flota de transporte traída de Alemania y no nos dejaron entrar porque no lo veían oportuno».

### Mesa de la Unidad Democrática
Alejandro Feo La Cruz se convirtió en el abanderado de la coalición opositora Mesa de la Unidad Democrática el 18 de agosto de 2017, la primera fuerza del país en número de votos. Feo La Cruz, dirigente de Voluntad Popular y antiguo miembro de Proyecto Venezuela, sobrino del exgobernador y candidato presidencial Henrique Salas Römer, y primo del exgobernador Henrique Salas Feo, se convirtió en el candidato de consenso de la coalición opositora luego de la inhabilitación política de parte del poder judicial del favorito para obtener la nominación, el exalcalde de San Diego, Enzo Scarano, de Cuentas Claras.

## Resultados
|  | 52.75 % |

|  | 45.62 % |

|  | 1.51 % |

|  | 59.07 % |